# An American Carol
Pour plus de détails, voir Fiche technique et Distribution.
An American Carol est un film américain réalisé par David Zucker, sorti le 3 octobre 2008 aux États-Unis. Michael Malone, personnage principal du film, est une caricature du réalisateur américain Michael Moore.

## Synopsis
Michael Malone fait campagne contre les festivités de Independence Day. À la veille de la célébration, il reçoit la visite de trois esprits : George S. Patton, George Washington et John F. Kennedy

## Fiche technique
- Titre :  An American Carol
- Titre alternatif : Big Fat Important Movie
- Titre original : An American Carol
- Titre québécois :
- Réalisation : David Zucker
- Cinématographie : Brian Baugh
- Éditeur : Vashi Nedomansky
- Producteur : David Zucker, Stephen McEveety, John Shepherd, Todd Matthew Burns et Diane Hendricks
- Distributeur : Vivendi Entertainment
- Genre : Comédie, Parodie
- Pays d'origine : Américain
- Langue : anglais
- Durée: 83 min
- Budget de production : 20 millions $

## Distribution
- Kevin Farley - Michael Malone
- Kelsey Grammer - Général George S. Patton
- Robert Davi - Aziz
- Serdar Kalsın - Ahmed
- Sammy Sheik - Fayed
- Geoffrey Arend - Mohammed
- Jon Voight - Président George Washington
- James Woods - Todd Grosslight
- Chriss Anglin - Président John F. Kennedy
- Leslie Nielsen - Grampa / Osama Bin Laden
- Jillian Murray - Heather
- Paris Hilton - Elle-même
- Dennis Hopper - Juge Clarence Henderson
- Kevin Sorbo - George Mulrooney
- Travis Schuldt - Josh
- Trace Adkins - l'ange de la Mort/lui-même
- Bill O'Reilly - lui-même
- David Alan Grier - Rastus Malone
- Gary Coleman - Esclave
- Mary Hart - Elle-même
- Fred Travalena - Président Jimmy Carter
- Michael Higgins - Aïeul

## Informations complémentaires
- Ce film est totalement inédit en France.